# Kim Jong-suk
Kim Jong-suk (김정숙?, Kim Chŏng-sukLR, Gim Jeong-sukMR; Hoeryong, 24 dicembre 1917 – Pyongyang, 22 settembre 1949) è stata un'attivista e politica nordcoreana è stata moglie di Kim Il-sung ed era madre di Kim Kyong-hui, Kim Man-il, Kim Jong-il, nonna di Kim Jong-un.